# Jango (website)
Jango is een gratis online muziek streaming-dienst waarmee gebruikers aangepaste radiostations creëren en kunnen delen.
Jango werd geïntroduceerd in november 2007 door Daniel Kaufman en Chris Dowhan, die eerder Dash.com oprichtten, en is gevestigd in New York.
Gebruikers kiezen artiesten om een station te beginnen en het station speelt muziek van deze en soortgelijke artiesten af, of ze kunnen luisteren naar een van de 870 vakkundig geprogrammeerde kanalen en deze later aanpassen. Gebruikers kunnen hun stations verder verfijnen door nieuwe artiesten toe te voegen om de afspeellijstrotatie uit te breiden en / of duimen omhoog of omlaag te geven aan afzonderlijke nummers om deze vaker te laten spelen of uit te sluiten van de luisterervaring. De dienst bevat een sociaal netwerk door gebruikers te "matchen" met luisteraars die soortgelijke muzikale voorkeuren hebben. Gebruikers kunnen hun stations delen en luisteren naar stations die door anderen in het netwerk van Jango gedeeld worden.
De site biedt onafhankelijke artiesten de kans om hun muziek te presenteren door hun songs aan te bevelen naast die van soortgelijke populaire artiesten.
Jango's verdienmodel bestaat uit reclame-inkomsten en de transactiekosten uit de verkoop van muziek via de site. Er is momenteel geen premium-dienst beschikbaar voor de site.

## Functies
- Aanpasbare stations - men typt in wat men wil horen - het station zal de gekozen muziek afspelen, samen met vergelijkbare artiesten
- Aanbevelingen op basis van door de gebruiker beoordeelde nummers en artiesten
- Functies voor "populair", "meer verscheidenheid" en "meeste verscheidenheid" van muziek
- Keuze voor de hoeveelheid af te spelen aanbevolen artiesten
- Ook als Android App en iPhone App
- Onbeperkt liedjes overslaan en een onbeperkt aantal zenders dat men kan maken
- Een dienst "Radio Airplay" met betaalde promotie, die beginnende artiesten airplay op Jango's stations geeft

## Beperkingen
- Opnieuw afspelen, vooruitspoelen en terugspoelen is niet mogelijk
- On-demand afspelen is niet mogelijk
- Banneradvertenties gehoord eenmaal per dag
- Een persoonlijk account kan alleen geannuleerd worden door te e-mailen naar de beheerders
- Kan momenteel slechts tot maximaal 6 artiesten aan een station toevoegen
- Men moet de aangeboden aanstormende artiesten accepteren, hoewel men hun liedjes wel kan onderdrukken
- Slaat het wachtwoord van accounts onveilig op[bron?] en e-mailt het wachtwoord in letterlijke tekst wanneer men de optie "Wachtwoord vergeten?" kiest